# Murat Yenipazar
Murat Yenipazar (ur. 23 września 1993) – turecki siatkarz, reprezentant kraju, grający na pozycji rozgrywającego. 
W połowie lipca 2024 roku ożenił się z Polką Mają Kaczmarek, którą poznał przez media społecznościowe tuż przed pandemią.

## Sukcesy klubowe
Mistrzostwo Turcji:
- 2025[5]
- 2016, 2024[6]
- 2013, 2014, 2018, 2021[7]

MEVZA - Liga środkowoeuropejska:
- 2017

Mistrzostwo Austrii:
- 2017

Puchar CEV:
- 2025[8]

## Sukcesy reprezentacyjne
Mistrzostwa Świata U-23:
- 2015

Liga Europejska:
- 2021
- 2018

## Nagrody indywidualne
- 2013: Najlepszy rozgrywający Mistrzostw Świata Juniorów
- 2015: Najlepszy rozgrywający Mistrzostw Świata U-23